# Warteberg (Obereichsfeld)

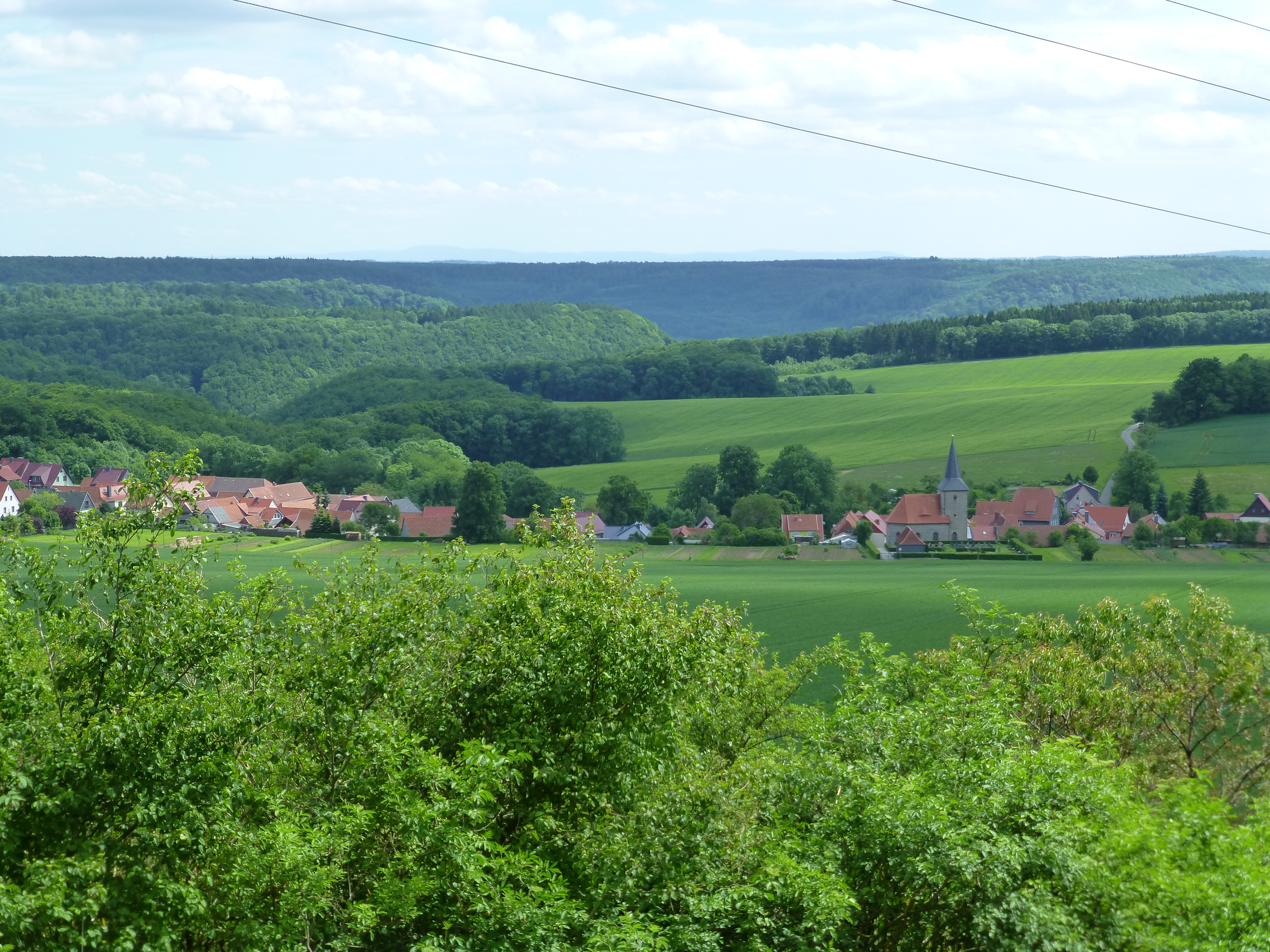
Aussicht vom Warteberg nach Süden auf Flinsberg und das obere Eichsfeld

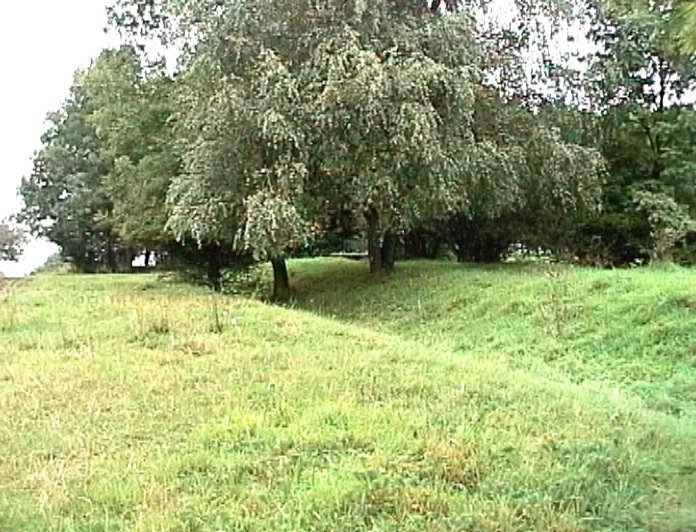
Wall und Graben einer Landwehr sind deutlich im Gelände erkennbar

Der Warteberg ist ein 515,9 m ü. NHN hoher Berg im Obereichsfeld im Naturpark Eichsfeld-Hainich-Werratal, Thüringen.

## Geographie

### Lage
Der Warteberg befindet sich auf der Obereichsfelder Muschelkalkplatte im Landkreis Eichsfeld unmittelbar nördlich von Flinsberg ungefähr sechs Kilometer südöstlich von Heilbad Heiligenstadt. Im Norden bzw. Nordosten grenzen die Gemarkungen von Geisleden und Heuthen sowie im Westen die von Kalteneber an das Bergplateau.
Verkehrsmäßig gut zu erreichen ist der Warteberg über die Landesstraßen L 1006 Heiligenstadt-Flinsberg und L 2045 Flinsberg-Heuthen sowie einige Wanderwege.

### Geologie
Die geologische Grundlage des Warteberges besteht aus mittlerem Muschelkalk (mm) und vom Gipfelbereich nach Norden ausstreichend aus Oberen Muschelkalk (hauptsächlich aus Trochitenkalk (moT) und einem geringen Anteil Ceralitenschichten (moC)). In einer Senke in Richtung Heuthen finden sich fluviatile Ablagerungen des Holozän (qhL). Am Süd- und Westrand der Bergkuppe bildet der Trochitenkalk eine kleine Schichtstufe, wie sie auch auf weiteren Bergkuppen im Obereichsfeld zu finden sind.

### Hydrologie
Der Warteberg befindet sich an der Leine-Werra-Wasserscheide, wenige Kilometer weiter östlich beginnt das Quellgebiet der Unstrut und damit die Elbe-Weser-Wasserscheide. Offene Gewässer befinden sich auf Grund des geologischen Situation nicht auf dem Berg. Lediglich an den entfernteren Hangbereichen finden sich Quellen im Einzugsbereich der Geislede (Pferdebach, Gieselbach) und der Frieda (Rosoppe). Am Südosthang des Warteberges befindet sich ein 1904 errichtetes Wasserwerk für das Dorf Flinsberg.

### Aussicht
Vom Gipfel hat man eine weite Aussicht auf die Obereichsfelder Landschaft, bei guter Aussicht sind in der Ferne folgende Berge zu erkennen:
- im Nordosten der Oberharz mit dem Brocken
- im Süden der Thüringer Wald vom Inselsberg bis zum Kissel, die Rhön mit dem Baier
- im Südwesten der Ringgau vom Heldrastein bis zur Boyneburg
- im Westen der Hohe Meißner und die Kuppen des Kaufunger Waldes
- im Nordwesten der Hohe Hagen und Die Gleichen im südlichen Niedersachsen.

## Natur
Der überwiegend unbewaldete Berg wird bis nahe an den Gipfel landwirtschaftlich genutzt, lediglich im Nordwesten reicht der Heiligenstädter Stadtwald an den Berg heran. Ausläufer des Warteberges sind im Osten der Eisenkopf (508,0 m) und im Norden der Galgenberg (ca. 480 m). Er ist Teil des ehemals kleinen, nur 9 Hektar umfassenden Landschaftsschutzgebietes LSG Flinsberger Warte und heutigen Schutzgebietes LSG Oberes Eichsfeld und befindet sich im Naturpark Eichsfeld-Hainich-Werratal. Nach dem Kulturlandschaftsprogramm in Thüringen (Kulap) werden im Bereich des Warteberges verschiedene Pflegemaßnahmen durchgeführt und gefördert (Artenreiches Grünland; Mahd, Weide und Hüteschafhaltung; Rotmilanschutz). Zwei große Sommerlinden sind als Naturdenkmal ausgewiesenen.

## Historisches
Historisch ist am Nordabhang des Warteberges die Flurgegend Madefeld nachweisbar, die sich über die heutigen Gemarkungsgrenzen von Flinsberg, Heiligenstadt, Geisleden und Heuthen erstreckte. Noch heute ist das Madeholz am Rand des Heiligenstädter Stadtwaldes bekannt. Über eine Ortswüstung ist an diesem Ort nichts bekannt, erwähnt wurde das Madefeld aber bereits 1333, als der Burgmann auf dem Rusteberg Dietrich von Schadeberg mediatatem...campi dicti Madenfeld an die Brüder Hugo und Johann von Geisleden verkauft. Weitere Urkunden sind aus dem 15. und 16. Jahrhundert belegt, Belehungen bestanden für die Edelherren von Kirchberg und die Herren von Bodungen. Das Madefeld reichte im Norden bis in die Gegend des Galgenberges und die Gemarkung der Ortswüstung Primerode.
Über den Warteberg und das Madefeld bis zum benachbarten Eisenberg verlief eine alte Landwehr. Wall und Graben sind heute noch deutlich zu erkennen. Auf dem höchsten Punkt des Bergplateaus stand eine steinerne Warte, die Flinsberger Warte, Geländespuren zeigen noch heute den Standort der Warte an. Über historische Hintergründe und die Entstehungszeit gibt es keine Informationen. Für den Warteberg ist aber belegt, dass er das Zentrum eines Systems von Signalverbindungen der Eichsfelder Burgen und Warten war. Historisch ist auch eine Madebergswarte bekannt, ob es sich dabei um zwei verschiedene Warten gehandelt hat, ist nicht genau bekannt. Lediglich in einem Schreiben der Gemeinde Heuthen an den Kantonmaire Monecke in Heiligenstadt aus dem Jahr 1812 sind zwei Warten auf dem Warteberg (Madebergswarte) und bei Flinsberg (Flinsberger Warte jenseits der Landesstraße) erwähnt.
Vermutlich führte eine alte Straßenverbindung durch die Landwehr an der Warte vorbei, die mit den beiden Königshöfen in Martinfeld und Geisleden in Verbindung stehen könnte. Eine zweite Landwehr soll vom Warteberg aus in südliche Richtung (Ortslage Flinsberg) bestanden haben und ist nur noch in geringen Resten im Gelände erkennbar.

## Tourismus
Am östlichen Rand der Bergkuppe gibt es seit 1867 einen Bildstock mit einer Sitzgruppe unter 2 großen, als Naturdenkmal ausgewiesenen Linden. Zurzeit wird über eine touristische Aufwertung des Warteberges innerhalb des Naturparkes Eichsfeld-Hainich-Werratal diskutiert. Es wurden ein Rastplatz errichtet und mehrere Informationstafeln zu den Besonderheiten des Berges und seiner Geschichte aufgestellt. Der Warteberg verweist zusammen mit dem südlich bei Flinsberg, am Fuße der 480 m hohen Kuppe Auf der Kapelle, errichteten Gedenkstein auf einen der Mittelpunkte Deutschlands hin. Am Südhang wurde eine Blockhütte errichtet. Zum Warteberg führt der TOP-Wanderweg „Warteberg Mittelpunkt Deutschlands Eichsfeld“ mit der Touringen-Stempelstelle Nr. 391.

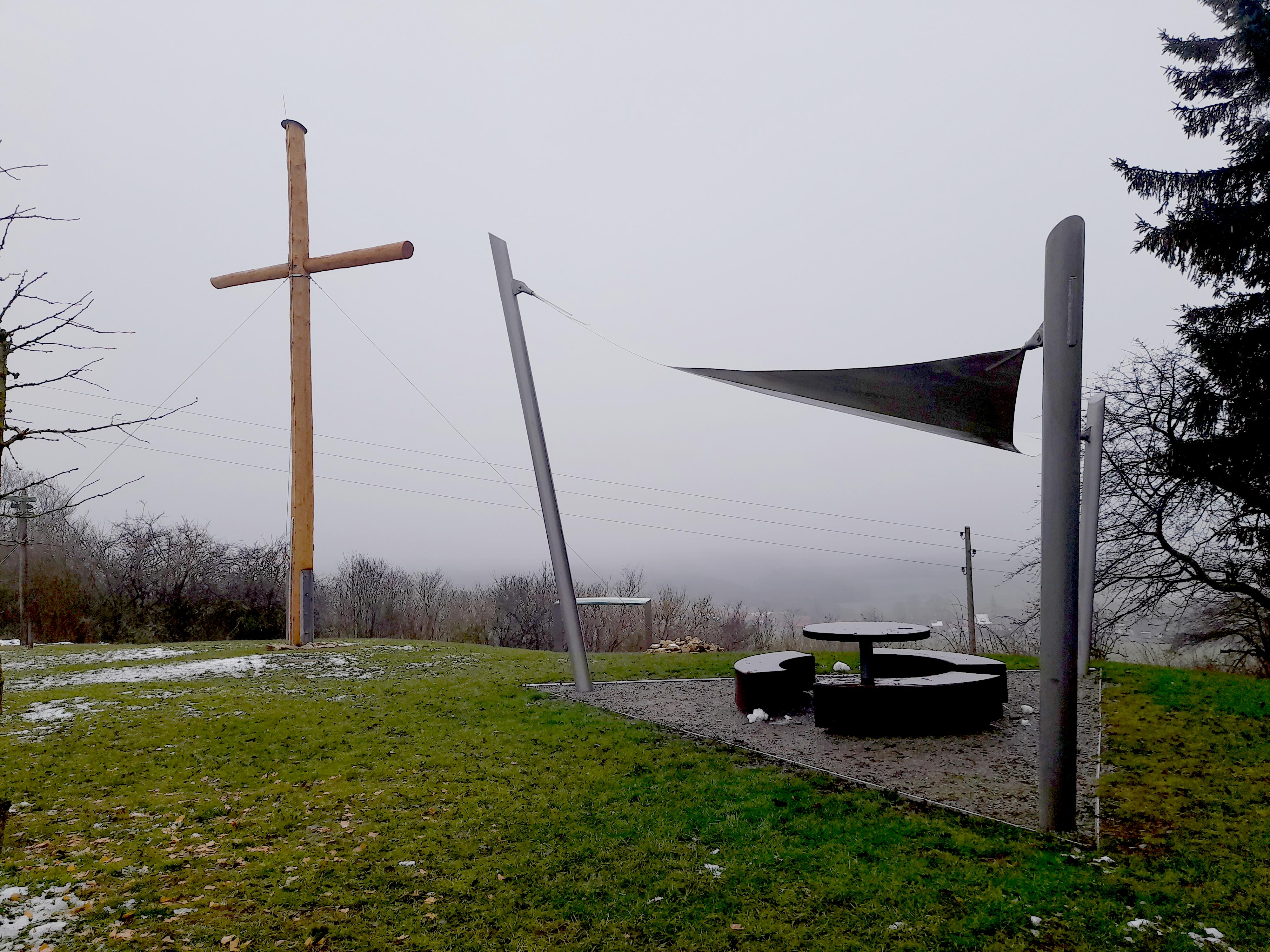
Rastplatz am Geografischen Mittelpunkt Deutschlands auf dem Warteberg
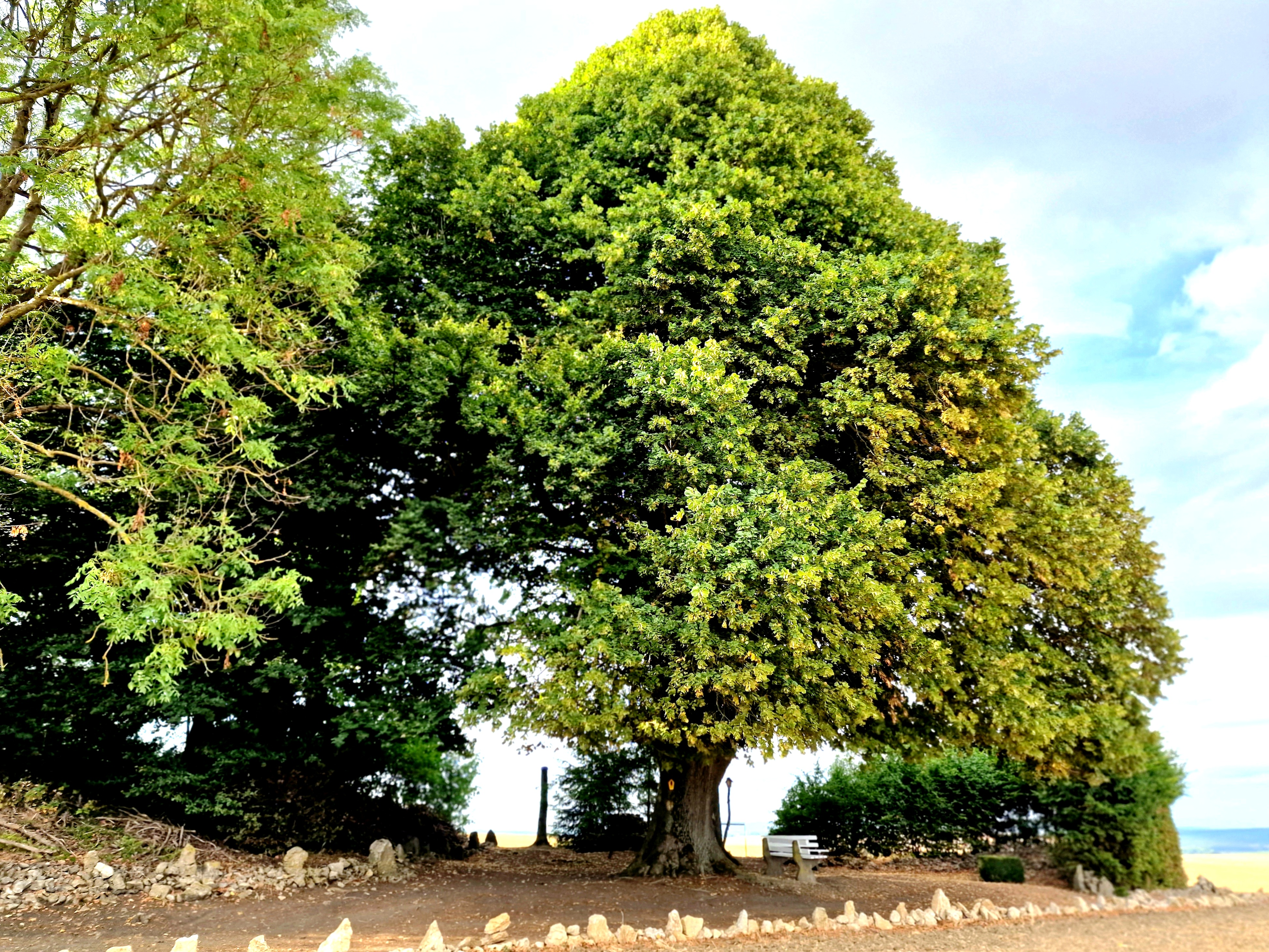
Naturdenkmal 2 Linden mit Bildstock
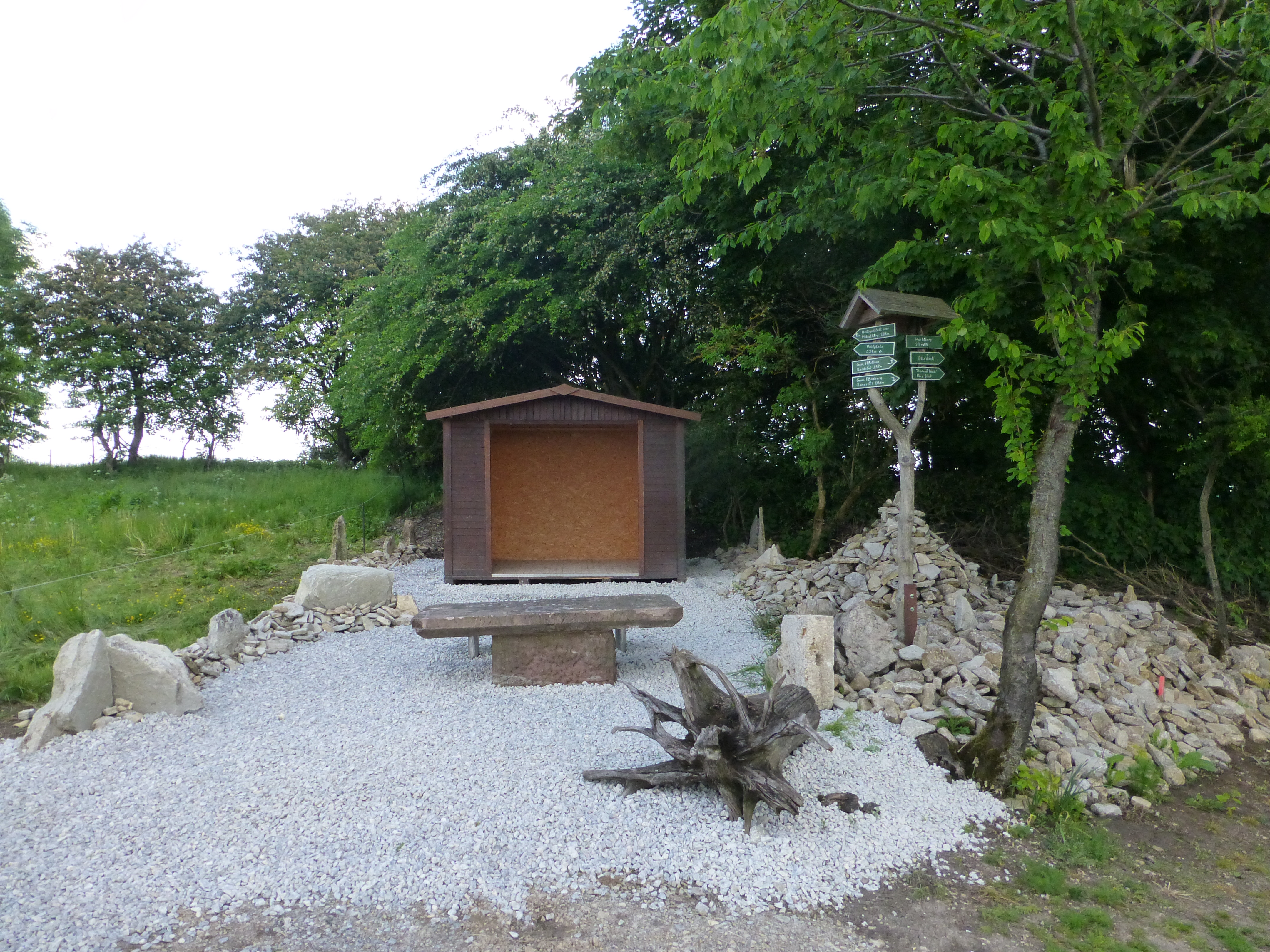
Eine kleine Schutzhütte am Wegesrand
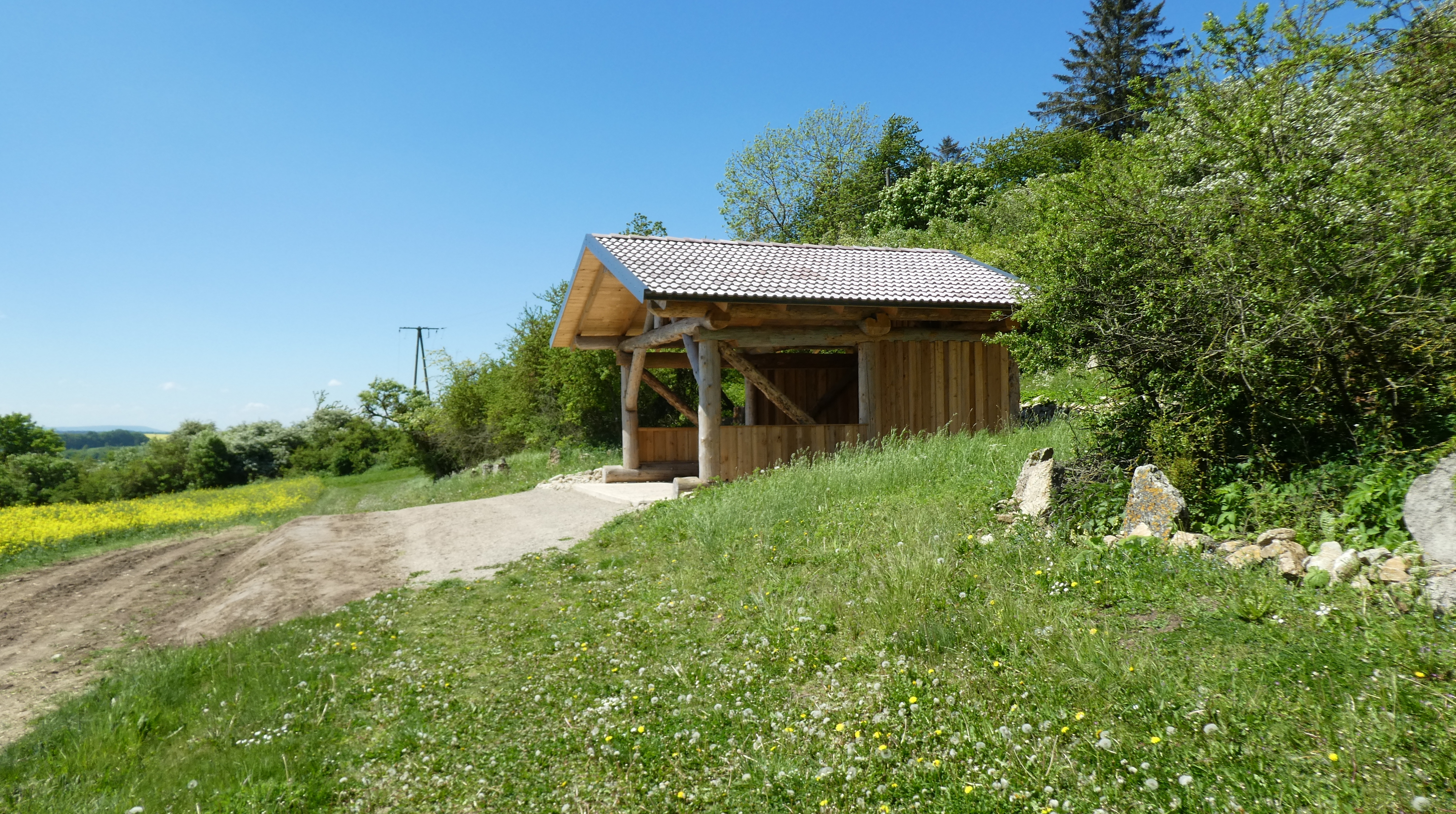
Neu errichtete Blockhütte oberhalb von Flinsberg
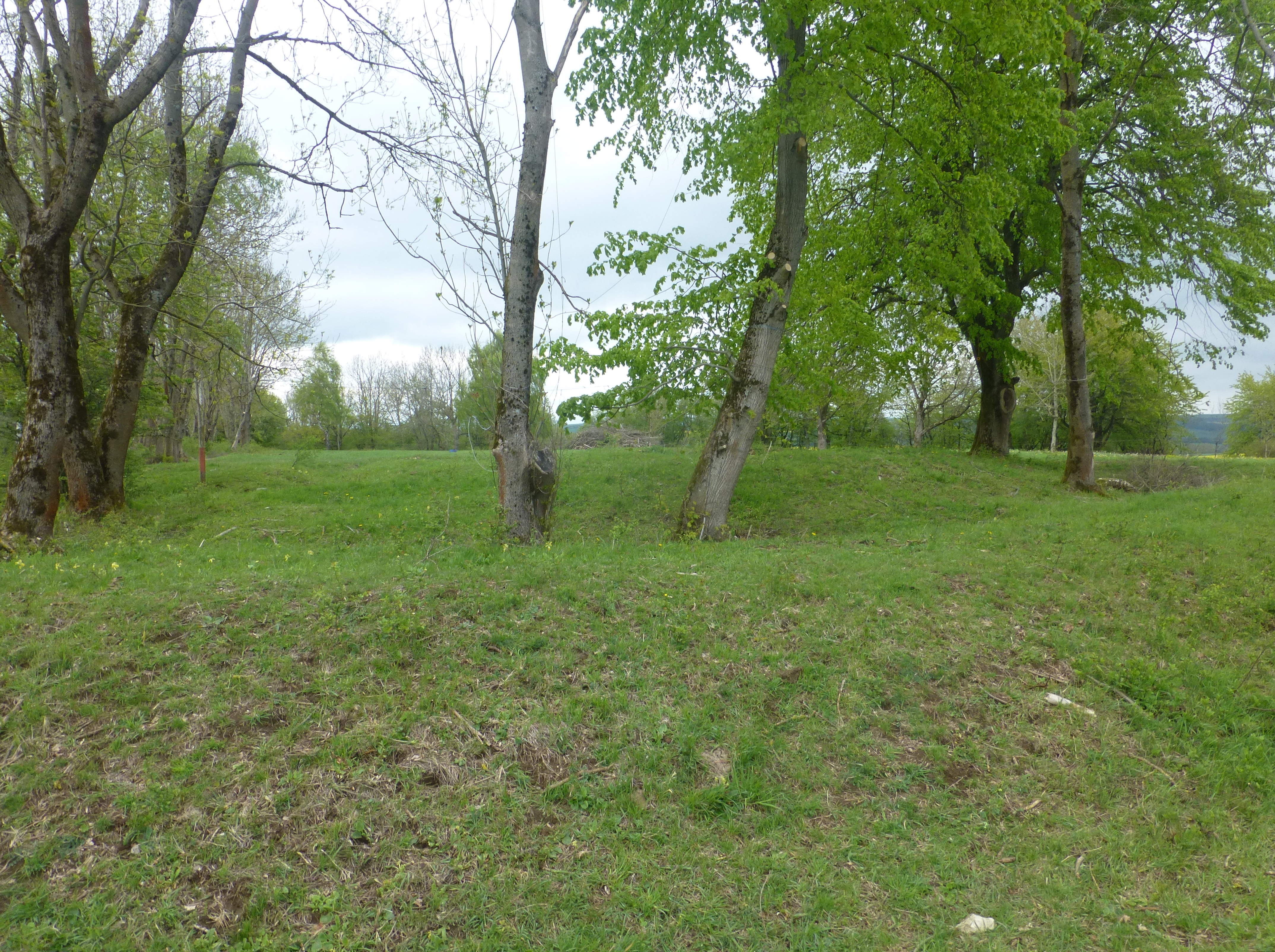
Die Flinsberger Warte mit einem topographischen Punkt auf dem Gipfelpunkt des Warteberges